# Parmentiera cereifera
Parmentiera cereifera oder der Kerzenbaum, ist ein Baum in der Familie der Trompetenbaumgewächse aus Zentralamerika bis in die Karibik. 

## Beschreibung

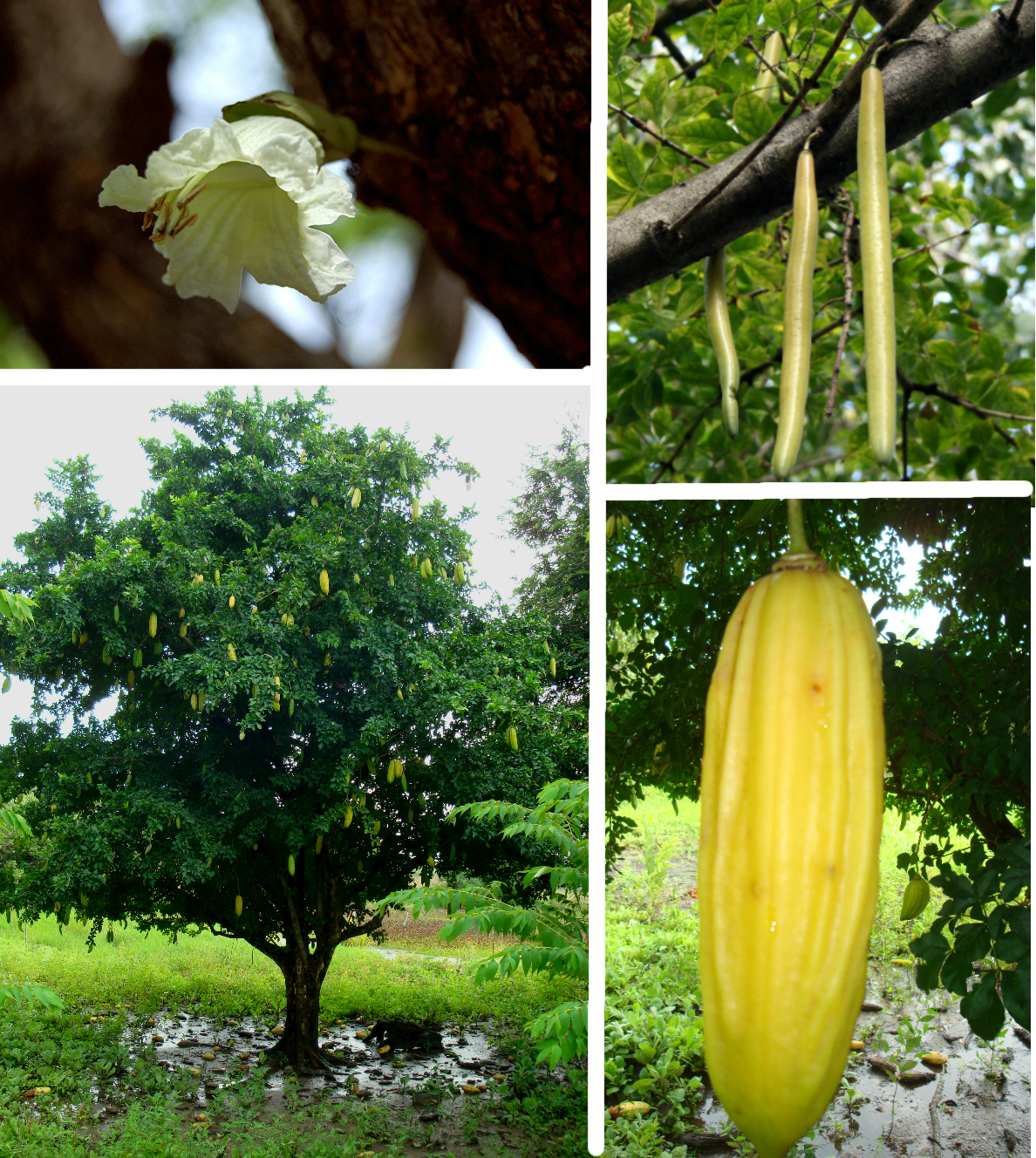
Parmentiera cereifera mit Blüte und Frucht

Parmentiera cereifera wächst als immergrüner, kleiner und oft mehrstämmiger Baum bis etwa 6–7 Meter hoch. Der Stammdurchmesser erreicht etwa 20 Zentimeter. Die bräunlich-gräuliche, leicht rissige Borke ist in kleinen Plättchen abblätternd.
Die meist gegenständigen, selten wirteligen und gestielten Laubblätter sind meist dreizählig. Der meist geflügelte Blattstiel ist bis 5–6 Zentimeter lang. Die meist ganzrandigen (einzelne Zähne können vorkommen), ledrigen Blättchen sind (fast) sitzend, bis 7–8 Zentimeter lang und bis 3–4 Zentimeter breit. Die eiförmige bis elliptische oder rhombische, seltener verkehrt-eiförmige, fast kahle Blattspreite ist kurz herablaufend und an der Spitze ist sie abgerundet bis rundspitzig oder spitz, bespitzt bis zugespitzt. Die jungen Blätter sind grob gesägt.
Die Blüten erscheinen einzeln oder büschelig bis zu viert, stamm- oder astblütig, kauli-, ramiflor. Die gestielten und fünfzähligen, relativ großen, becherförmigen, zwittrigen Blüten mit doppelter Blütenhülle und weitem Rachen sind weiß-gelblich, grünlich. Die kahlen, grünlichen Kelchblätter sind spathaförmig verwachsen, einseitig gespalten und bis 3–4,5 Zentimeter lang. Die verwachsene, etwa 4–6 Zentimeter lange Krone mit ausladenden, rippigen und breiten, abgerundeten, etwa 1 Zentimeter langen Lappen ist zweilippig. Es sind 4 knapp vorstehende und ungleich lange, didynamische Staubblätter in der Mitte der Kronröhre und ein kurzes Staminodium vorhanden. Der zweikammerige und schmal-kegelförmiger Fruchtknoten ist oberständig mit langem Griffel mit zweilappiger Narbe. Es ist ein fleischiger Diskus vorhanden.
Es werden 30–60 oder mehr Zentimeter lange, schmale, bis 2,5 Zentimeter breite, fast gerade und herabhängende, grünlich-gelbe bis orange-gelbe, wachsige, glatte, vielsamige, kurz bespitzte Früchte, Beeren (Panzerbeere), die aussehen wie „Kerzen“ gebildet. Sie sind leicht bis schwach rippig mit fester Schale. Die vielen kleinen, etwa 2,5–3,5 Millimeter großen und schmal geflügelten, glatten Samen, mit „schleimigem Flügel“, liegen mittig, zweireihig in einer duftenden, gelben und fleischigen, faserigen Pulpe.

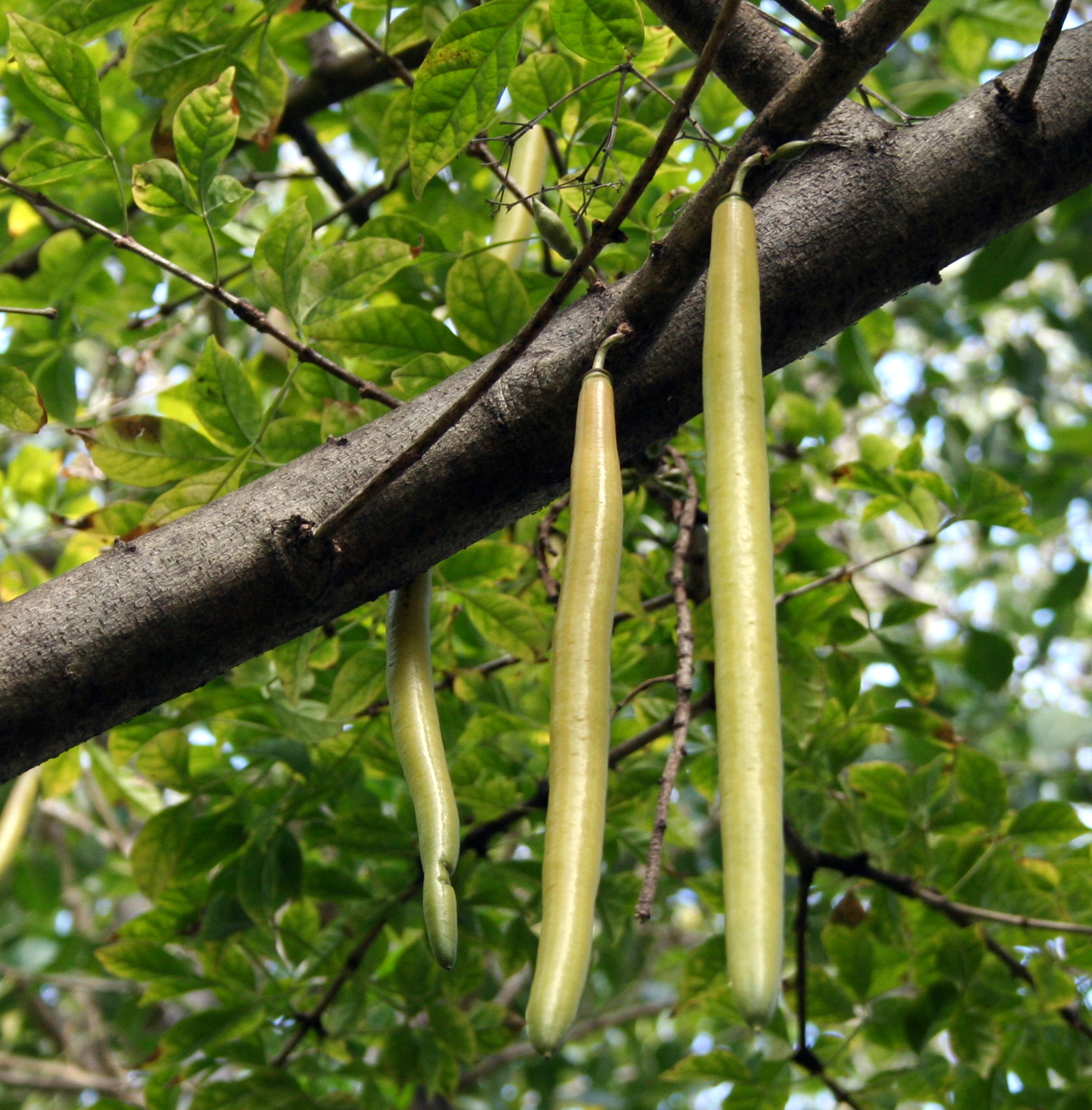
Noch nicht ganz reife Früchte

## Vorkommen
Der Kerzenbaum kommt ursprünglich in Panama vor. Er wurde auf Kuba, Jamaika, Hispaniola, Puerto Rico und Trinidad-Tabago eingeführt.

## Taxonomie
Der Kerzenbaum wurde 1851 von Berthold Seemann in Hooker's Journal of Botany and Kew Garden Miscellany Band 3 Seite 302 als Parmentiera cereifera erstbeschrieben. Der Gattungsname ehrt den französischen Apotheker Antoine Parmentier. Seemann schildert die Früchte tragenden Bäume wie einen Wald voller Kerzen. Das Epitheton cereifera bedeutet auch Kerzen tragend.

## Verwendung
Die wenig genutzten, gurkenähnlichen Früchte sind essbar, sie können roh oder gekocht verwendet werden. Der Baum wird aber meist als Zierpflanze verwendet.
Die Rinde und Wurzeln werden medizinisch genutzt.